# Omułkowate
Omułkowate (Mytilidae) – rodzina morskich, rzadziej słonawowodnych małży nitkoskrzelnych z monotypowego rzędu Mytiloida, obejmująca liczne gatunki występujące w przybrzeżnych płytkich wodach mórz zimnych i tropikalnych całej kuli ziemskiej. Niektóre Mytilidae są komercyjnie poławiane i hodowane w celach konsumpcyjnych. W Morzu Bałtyckim występuje omułek jadalny (Mytilus edulis).

## Budowa

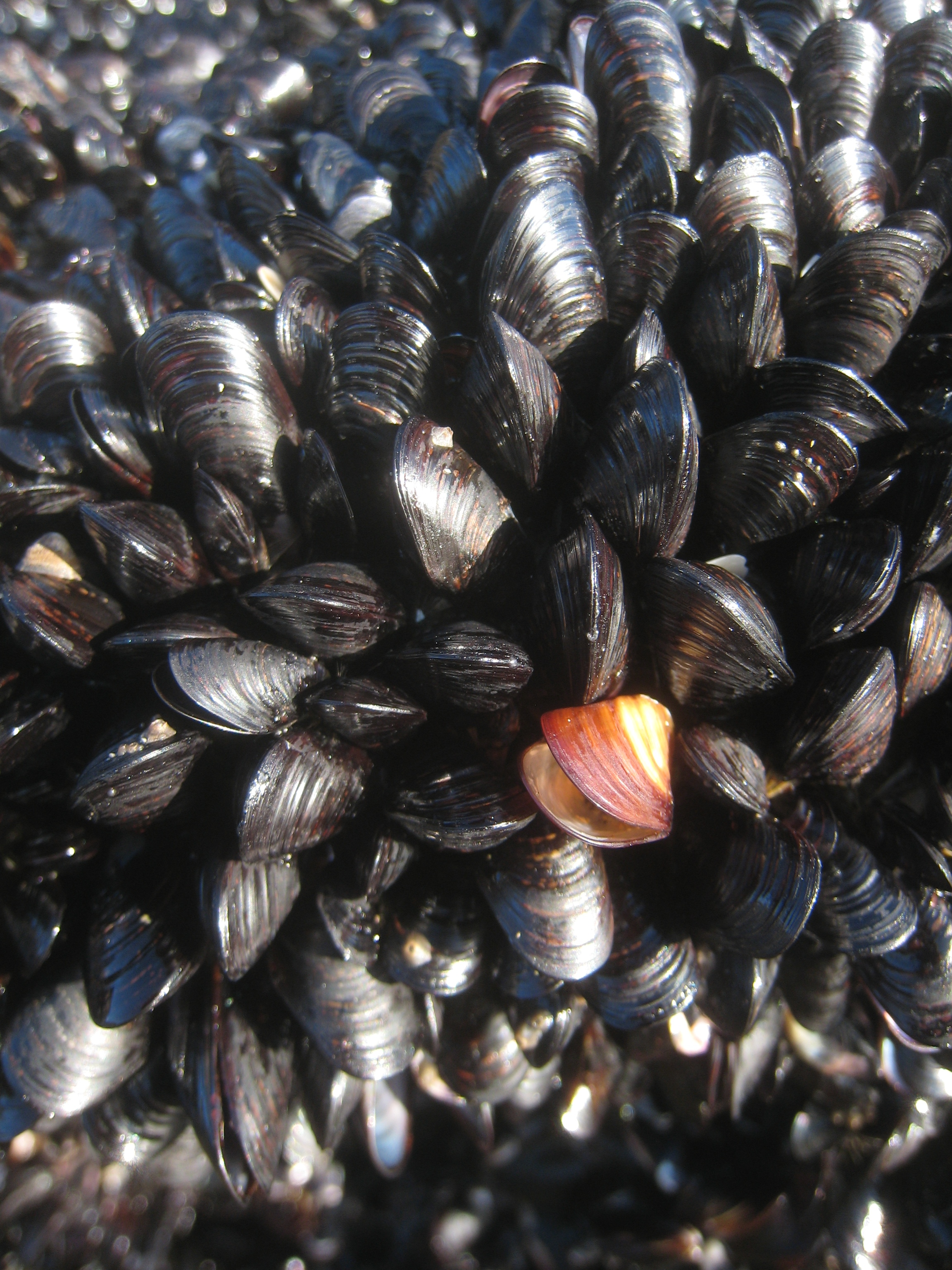
Muszle martwych osobników Xenostrobus pulex zmieniają barwę na jasną

Trójkątnie wydłużona (klinowata) muszla omułkowatych złożona jest z dwóch równych skorup. Jej przód jest zaostrzony, a powierzchnia gładka, z koncentrycznymi liniami przyrostowymi. Ubarwienie muszli czarne, ciemnobrunatne lub żółtozielone. Zamek muszli szczątkowy, bez ząbków. Skorupy zamykają dwa mięśnie zwieracze muszli, przedni jest mniejszy od tylnego. U dołu muszli znajduje się otwór gruczołu bisiorowego.

## Tryb życia
Omułkowate żyją w płytkich (zwykle do 20 m głębokości) wodach tworząc liczne skupiska. Dorosłe osobniki są osiadłe, przytwierdzone bisiorem do podłoża. Gatunki z rodzajów Botula i Lithophaga, m.in. wkamiennik (Lithophaga lithophaga), wwiercają się w skały wapienne i rafy koralowe tworząc w nich korytarze.

## Systematyka
W rodzinie omułkowatych wyróżniono ponad 30 rodzajów z licznymi gatunkami. Typem nomenklatorycznym jest Mytilus.